# Titti
Titti (in inglese Tweety Bird, Tweety Pie o, più semplicemente, Tweety) è un personaggio immaginario protagonista delle serie animate Looney Tunes e Merrie Melodies della Warner Bros. È un canarino costantemente inseguito, invano, dal Gatto Silvestro. In Italia è stato noto, fino alla fine degli anni ottanta, con il nome di Titì. Il canarino è stato presente in molte puntate di Looney Tunes e di Merrie Melodies; ha anche partecipato a diversi film, tra cui Space Jam.
Nonostante le diffuse voci che vorrebbero Titti di sesso femminile, è dimostrato che il personaggio sia sempre stato maschio; cosa confermata anche da Titti stesso nella serie animata I misteri di Silvestro e Titti, e in parecchi fumetti della Warner. D'altro canto, almeno in Italia, il suo genere è ambiguo essendo rappresentato come un giovane canarino domestico dalle lunghe ciglia, più consone ad un classico personaggio femminile, e doppiato in Italia sempre da doppiatrici femmine. Lo stesso errore viene commesso dal personaggio di Penny nell'adattamento italiano del tredicesimo episodio della prima stagione della serie televisiva The Big Bang Theory, mentre nella versione originale americana viene chiaramente indicato con il pronome maschile "He" ("Lui" in inglese).
Titti è, il più delle volte, un personaggio pacifico che passa felicemente la vita nella sua gabbietta o sul trespolo. Però, se attaccato o provocato da un gatto o da un altro avversario che vuole cibarsi di lui, può diventare vendicativo e dispettoso, arrivando persino a prendere a calci il nemico quando è ormai a terra. In molte delle sue apparizioni, Titti viene mostrato in compagnia di quella che sembra essere la sua padrona di sempre, la Nonna.

## Creazione
Bob Clampett creò il personaggio nel cortometraggio animato del 1942 Due gatti contro Titti, mettendolo contro due gattacci affamati di nome Babel e Chester (ispirati al celebre duo comico Abbott e Costello). Al suo debutto, Titti veniva chiamato Orson in omaggio a Orson Welles, di cui Clampett era un grande estimatore.
In origine Titti non era un canarino domestico, ma semplicemente un generico (e selvatico) uccellino di colore rosa e implume: solo in seguito acquisirà il suo caratteristico colore giallo. Anche il colore dei suoi piedi fu cambiato da giallo ad arancione.
La voce originale del personaggio è opera di Mel Blanc, che prestò la sua malleabilissima estensione vocale a molti altri personaggi, tra cui anche Bugs Bunny e Daffy Duck. Nel 1951, Blanc (con l'orchestra di Billy May) ebbe anche un successo da classifica con il brano I Tawt I Taw A Puddy Tat, cantato con la voce di Titti.

## L'arrivo di Gatto Silvestro
(Frase ricorrente di Titti al gatto Silvestro)
Clampett iniziò a lavorare a un cortometraggio animato nel quale Titti si scontrava con un gatto (all'epoca ancora senza nome) bianco e nero creato da Friz Freleng nel 1945. Successivamente, Clampett lasciò gli studi della Warner prima di finire il lavoro, e proprio Freleng prese in mano il progetto. Freleng definì l'aspetto classico di Titti, dandogli i grandi occhioni azzurri e il piumaggio giallo. Clampett raccontò nel documentario Bugs Bunny Superstar che le piume vennero aggiunte per accontentare la censura che aveva avuto da ridire circa il fatto che l'uccellino fosse nudo. Il primo cortometraggio a figurare la coppia Titti-Gatto, più tardi rinominato Silvestro, è Tweetie Pie del 1947, che fruttò alla Warner Bros. il suo primo Oscar per l'animazione.
La coppia Titti-Silvestro è una delle più famose accoppiate della storia dei cartoni animati. Molti dei loro cartoni seguono una formula standard:
- L'affamato gatto cerca di mangiare il canarino, i più grossi ostacoli al suo intento sono rappresentati, di norma, dalla nonnina e dal suo fedele cane bulldog Ettore (oppure, occasionalmente, da altri cani, o da qualche altro gatto che vuole mangiarsi Titti.)
- Titti dice la sua famosa frase «Oh, oh! Mi è semblato di vedele un gatto...», nella versione originale inglese: «I tawt I taw a puddy tat», deformazione di "I thought I saw a pussy-cat".
- Silvestro passa tutto il tempo ad escogitare sistemi sempre più elaborati per raggiungere il suo scopo. Naturalmente, ogni tentativo alla fine risulta vano.

## Apparizioni successive
Titti ha una piccola parte nel film Chi ha incastrato Roger Rabbit, dove "accidentalmente" provoca la caduta da un grattacielo di Eddie Valiant (Bob Hoskins) mentre giocherella con le dita dell'uomo facendogli perdere la presa sull'asta della bandiera di un grattacielo. La sequenza è una citazione del celebre cartone A Tale of Two Kitties, prima apparizione sugli schermi di Titti.
Durante gli anni Novanta, Titti ha partecipato anche alla serie animata The Sylvester and Tweety Mysteries, nella quale la nonnina dirige una agenzia investigativa insieme a Titti, Silvestro e Ettore. Nel 2002, una versione più giovane di Titti, Baby Titti, ha debuttato nella serie di cartoni animati Baby Looney Tunes.
Titti è apparso in numerosissimi cartoni animati della Warner Bros. e in svariate compilation televisive, insieme a Gatto Silvestro, durante tutti gli anni Settanta e Ottanta.
Nel cortometraggio animato del 1995 intitolato Carrotblanca, parodia-omaggio di Casablanca, Titti appare nei panni di "Usmarte", parodia del personaggio di Ugarte interpretato nel film originale da Peter Lorre. In diverse sequenze, Titti parla e ride come il personaggio di Peter Lorre. Questa è anche una delle rare volte in cui Titti impersona un personaggio negativo.
Titti è anche apparso in una curiosa versione alla Dottor Jekyll e Mister Hyde, consumando per errore la pozione del Dr. Jekyll, si trasformò infatti in una versione mostruosa di sé stesso. La trasformazione avvenne la prima volta nell'episodio Titti e il Dottor Jekyll, e una seconda volta nella puntata intitolata "London Broiled" della serie I misteri di Silvestro e Titti.
Il 17 febbraio 2021 era stato inoltre annunciato che lo stesso Titti sarebbe diventato protagonista della serie live action Tweety Mysteries, realizzata a tecnica mista ed ambientata a Washington. Avrebbe avuto una trama simile alla serie I misteri di Silvestro e Titti, con la differenza che ad accompagnare il canarino nelle investigazioni non ci sarebbe stata la Nonna bensì una giovane ragazza di nome Sidney, ma la serie è stata definitivamente cancellata nel dicembre 2022. Diventa comunque un personaggio principale nella serie prescolare Bugs Bunny costruzioni.
Titti compare anche nei tre film cinematografici dei Looney Tunes (come giocatore in ambo gli Space Jam, e come comparsa e travestimento di Taz in Looney Tunes: Back in Action) e ha un ruolo anche nel film Coyote vs. Acme come spia della ACME. Titti è però protagonista assoluto in due film home-video Titti turista tuttofare e Re Titti.

## Arte moderna
L'installazione artistica dello scultore britannico Banksy tenutasi a New York nel 2008 e intitolata The Village Pet Store and Charcoal Grill comprendeva anche una versione invecchiata e personalizzata di "Titti" in versione animatrone.

## Fumetti
Negli anni Settanta e Ottanta era presente nelle edicole italiane un albo a fumetti intitolato Titì (nei fumetti del decennio precedente il canarino aveva questo nome) edito dalla casa editrice Cenisio, che aveva come protagonista il canarino della Warner Bros. In seguito sono state numerosissime le apparizioni di Titti in svariati fumetti della serie Looney Tunes.

## Nei videogiochi
Titti appare anche in vari videogiochi della serie Looney Tunes: in Looney Tunes: Back in Action come personaggio giocabile, in Bugs Bunny e Taz in viaggio nel tempo e Looney Tunes Collector: Alert come personaggio giocabile e boss, in Looney Tunes: Acme Arsenal e Taz: Wanted come boss finale (dove dimostra la sua intelligenza controllando un robot), in Looney Tunes Racing, Looney Tunes: Cartoon Concerto, Space Race e in Space Jam.

## Filmografia

### Diretti da Robert Clampett
- Due gatti contro Titti (A Tale of Two Kitties) (1942)
- Fuochi d'artificio (Birdy and the Beast) (1944)
- L'orribile coppia (A Gruesome Twosome) (1945)

### Diretti da Friz Freleng
- La torta di Titti (Tweetie Pie) (1947)
- Mi è sembrato di vedere un gatto (I Taw a Putty Tat) (1948)
- O è gatto, o è locomotiva (Bad Ol' Putty Tat) (1949)
- Il canarino non si tocca (Canary Row) (1949)
- Casa dolce casa (Home, Tweet Home) (1950)
- Compagni di viaggio (All a Bir-r-r-d) (1950)
- In due si soffre meglio (Putty Tat Trouble) (1951)
- Un albergo tranquillo (Room and Bird) (1951)
- Silvestro agnello di mare (Tweety's S.O.S.) (1951)
- Controcorrente (Tweet Tweet Tweety) (1951)
- Pace in terra ai gatti di buona volontà (Gift Wrapped) (1952)
- Quel grazioso canarino (Ain't She Tweet) (1952)
- Silvestro ai grandi magazzini (A Bird in a Guilty Cage) (1952)
- Bloccati dalla neve (Snow Business) (1953)
- Una gita nel pollaio (Fowl Weather) (1953)
- Silvestro, indiano molesto (Tom Tom Tomcat) (1953)
- Un uccellino chiamato desiderio (A Street Cat Named Sylvester) (1953)
- Titti in gabbia (Catty Cornered) (1953)
- Colazione perduta (Dog Pounded) (1954)
- Trasloco accidentato (Muzzle Tough) (1954)
- Satan's Waitin' (1954)
- Silvestro in un mare di guai (Sandy Claws) (1955)
- Tweety's Circus (1955)
- Cappuccetto rosso (Red Riding Hoodwinked) (1955)
- Heir-Conditioned (1955) – cameo
- Non c'è gloria per gli eroi (Tweet and Sour) (1956)
- Non c'è pace per Titti (Tree Cornered Tweety) (1956)
- Silvestro e il mare (Tugboat Granny) (1956)
- Silvestro e i coccodrilli (Tweet Zoo) (1957)
- Silvestro nel paese dei giganti (Tweety and the Beanstalk) (1957)
- Birds Anonymous (1957)
- Greedy for Tweety (1957)
- Venezia, la luna e Silvestro (A Pizza Tweety Pie) (1958)
- A Bird in a Bonnet (1958)
- Trick or Tweet (1959)
- Silvestro inventore (Tweet and Lovely) (1959)
- Tweet Dreams (1959)
- Hyde and Go Tweet (1960)
- Trip For Tat (1960)
- The Rebel Without Claws (1961)

#### Co-diretti da Hawley Pratt
- Anatomia di un... relitto (The Last Hungry Cat) (1961)
- The Jet Cage (1962)

### Diretti da Gerry Chiniquy
- Hawaiian Aye Aye (1964)

### Diretti da Chuck Jones
- No Barking (1954) – cameo